# Alexandra Robl
Alexandra Robl (* 16. Jänner 1975 in Mittelberg (Vorarlberg)) ist eine österreichische Alpinistin, Leistungs-, Ski-, und Höhenbergsteigerin.

## Leben und Leistung
Alexandra Robl lebt seit einigen Jahren in Mittenwald (Oberbayern) und ist von Beruf Krankenschwester.
Gemeinsam mit ihrem Mann, dem im Mai 2008 tödlich verunglückten Matthias Robl, absolvierte Alexandra Robl zahlreiche Fels- und Eistouren, darunter mehrere Erstbesteigungen sowie Erschließungen vieler neuer Routen (z. B. 2000 die Route „Sky Ride“ in der Himmelhorn-Südwand, Schwierigkeitsgrad IX).
Zu ihren größten sportlichen Erfolgen zählt (gemeinsam mit Matthias Robl) die Besteigung des Cho Oyu (8188 m, sechsthöchster Gipfel der Erde) am 9. Mai 2004 von der tibetischen Seite aus, ohne zusätzlichen Sauerstoff. Alexandra Robl war, nach einer Schweizerin, zu diesem Zeitpunkt erst die zweite Frau, die den Gipfel bestieg. Eine Winterbesteigung der Eiger-Nordwand (3967 m) zusammen mit ihrem Mann am 20./21. März 2003 gehört ebenfalls zu ihren Highlights.
Am 22. Juli 2006 gelang Alexandra Robl im Team mit Matthias Robl und den Höhenmedizinern Markus Tannheimer (Expeditionsleiter) und Alfred Thomas die vom DAV als Leistungsexpedition geförderte Erstbesteigung des Shimshal-Weisshorn im Shimshal-Tal in Pakistan (6304 m). Schon im Vorfeld dieser führten sie weitere fünf Erstbesteigungen in diesem Gebiet durch, darunter der Chu Kurtha Dust (Chu Kurrti)-Ostgipfel (5366 m) und -Westgipfel (5685 m), sowie der Sunrise Peak (5755 m).
Am 4. August 2007 erreichten Matthias (als Expeditionsleiter) und Alexandra Robl – mit einer Gruppe des Veranstalters DAV Summit Club anlässlich des 50-jährigen DAV-Jubiläums als erste deutsche Expedition – über den Nordwestgrat den Gipfel des 7064 Meter hohen Koskulak Peak im chinesischen Kunlun-Gebirge, ebenfalls ohne Einsatz von zusätzlichem Sauerstoff; anschließend führten sie nochmals eine Begehung auf Skiern und eine anschließende Skiabfahrt vom Berg durch. Der Koskulak Peak war zuvor nur von einem russischen Zweierteam und einer koreanisch-japanischen Expedition bestiegen worden. Alexandra Robl war hierbei die erste Frau überhaupt auf dem Gipfel.
Zusammen mit Matthias Robl richtete sie seit 2005 27 von den beiden auch erstbegangene Routen am Öfelekopf bei Leutasch (Ortsteil Puitbach) in Tirol ein (Klettergebiet „Hongkong“, Sektor „Chinesische Mauer“), darunter Routen mit höchsten Schwierigkeitsgraden (7, 8, 9-). Am 10. Mai 2008 stürzte Matthias vor den Augen seiner ihm vorauskletternden Frau an ebendieser „Chinesischen Mauer“ während der Einrichtung einer neuen Tour ab und erlitt dabei schwerste Kopfverletzungen, an denen er tags darauf verstarb. 
Wie es auch ihr Mann war, ist sie im Sportklettern und Wasserfallklettern aktiv und nahm an verschiedenen skialpinistischen Wettbewerben teil (z. B. Skimarathon, Deutsche Meisterschaften im Skialpinismus, Diamirrace/Dammkarrennen, Grüntenlauf) und erreichte dabei häufig vordere Ränge.
Alexandra Robel ist wie ihr verstorbener Mann Mitglied im „Salewa AlpineXtrem-Team“ und testet für das Unternehmen Bergsteigerausrüstung in der Praxis. Beide hielten außerdem zahlreiche Multivisionsvorträge über ihre Touren.